# Калуђерица (Радовиште)
Калуђерица (мкд. Калуѓерица) је насеље у Северној Македонији, у југоисточном делу државе. Калуђерица је насеље у оквиру општине Радовиште.

## Географија
Калуђерица је смештена у југоисточном делу Северне Македоније. Од најближег града, Радовишта, насеље је удаљено 15 km јужно.
Насеље Калуђерица се налази у историјској области Струмица. Насеље је смештено у јужном делу Радовишког поља, које чини Стара река. Југозападно од села уздиже се планина Смрдеш. Надморска висина насеља је приближно 350 метара. 
Месна клима је блажи облик континенталне због близине Егејског мора (жарка лета).

## Становништво
Калуђерица је према последњем попису из 2002. године имало 838 становника.
Већинско становништво у насељу су етнички Македонци (86%), а мањинско су Власи (11%) и Турци (3%). До почетка 20. века већинско становништво били су Турци, који су се иселили у матицу.
Претежна вероисповест месног становништва је православље.